# Нікорник таїтянський
Ніко́рник таїтянський (Apalis fuscigularis) — вид горобцеподібних птахів родини тамікових (Cisticolidae). Ендемік Кенії. Раніше вважався підвидом смуговолого нікорника, однак в 1994 році був визнаний окремим видом.

## Опис
Довжина птаха становить 14-16 см, вага 10-12 г. Верхня частина тіла темно-сіра, крила і хвіст дещо темніші. Горло і груди чорні, нижня частина тіла біла або кремова. Очі сріблясто-білі.

## Поширення і екологія
Ареал таїтянського нікорника обмежений горами Таїта, що знаходяться на південному заході Прибережної провінції в Кенії. Таїтянські нікорники живуть в підліску гірських і рівнинних тропічних лісів на висоті від 1400 до 2200 м над рівнем моря.

## Поведінка
Таїтянські нікорники харчуються комахами та іншими безхребетними, яких ловлять на землі та серед рослинності на висоті до 2 м над землею. Також птахи доповнюють свій раціон насінням і ягодами. Живуть поодинці або парами (рідко сімейними зграйками до 3-4 птахів). Територіальні. В кладці 2-4 яйця.

## Збереження
МСОП вважає цей вид таким, що знаходиться на межі зникнення. Таїтянські нікорники мешкають на площі всього лиш 1,5 км², а їх популяція, за оцінками дослідників, нараховує від 100 до 150 птахів. Популяція значно скоротилася за останні десятиліття, і нині таїтянські нікорники є одними з найменш чисельних птахів світу. Їм загрожує знищення природного середовища.